# Neal Stephenson
Neal Town Stephenson (n. 31 octombrie 1959, Fort Meade⁠(d), comitatul Anne Arundel, Maryland, SUA) este un scriitor american cunoscut în special pentru operele sale de ficțiune speculativă.
Dificil de încadrat într-o categorie anume, romanele sau au fost considerate science-fiction, ficțiune istorică, cyberpunk și postcyberpunk. De asemenea, uneori li s-a pus eticheta 'baroc'.
Stephenson explorează domenii cum sunt matematica, criptografia, filozofia, sistemul monetar și istoria științei. El a mai scris și articole de non-ficțiune pe tema tehnologiilor în publicații ca Wired.
El a lucrat cu jumătate de normă ca și consilier pentru compania Blue Origin, fondată de Jeff Bezos, care lucrează la dezvoltarea unui sistem de lansare sub-orbital și este membru fondator al companiei Subutai Corporation, a cărei primă ofertă este proiectul de ficțiune interactivă The Mongoliad. Câteva dintre romane le-a scris împreună cu unchiul său, George Jewsbury ("J. Frederick George"), sub pseudonimul colectiv Stephen Bury.

## Viața
Născut pe 31 octombrie 1959 la Fort Meade, Maryland, Stephenson provine dintr-o familie de ingineri și oameni de știință: tatăl său este profesor de electrotehnică și fiu al unui profesor de fizică, iar mama sa lucrează într-un laborator de biochimie, fiind fiica unui profesor de biochimie. Familia lui Stephenson s-a mutat în Champaign-Urbana, Illinois în 1960, iar în 1966 în Ames, Iowa, unde el a absolvit Ames High School în 1977. Stephenson și-a continuat studiile la Boston University, specializându-se întâi în fizică, apoi trecând la geografie pentru a avea mai mult timp liber pe care să îl petreacă la calculatorul universității. A absolvit în 1981 cu o diplomă în geografie și una în fizică. Începând din 1984, Stephenson a locuit mai mult în zona Pacificului de nord-vest, iar acum trăiește în Seattle, alături de familia sa.

## Cariera literară
Primul roman al lui Stephenson, The Big U, publicat în 1984, a reprezentat o abordare satirică a vieții la American Megaversity, o universitate de cercetări vastă și binevoitoare, copleșită de revolte haotice. Următorul roman, Zodiac (1988), a fost un thriller care urmărea realizările unui protagonist ecologist radical în lupta sa împotriva poluatorilor corporaționiști. Niciunul dintre romane nu a captat atenția criticii la prima ediție, dar erau promițătoare în ceea ce privește evoluția viitoare a lui Stephenson. The Big U nu s-a mai reeditat până în 2001, când Stephenson a permis acest lucru dându-și seama că această carte, pe care el o considera inferioară celorlalte scrise de el, era vândută la suprapreț colecționarilor.
Succesul lui Stephenson a venit în 1992 cu Snow Crash, un roman în tradiția cyberpunk sau post-cyberpunk, îmbinând virusurile informatice, mitologia sumeriană, extrapolări sociologice ale capitalismului de tipul "laissez-faire" și ale colectivismului. Snow Crash poate fi considerat prima expresia a adevăratului stil matur al lui Stephenson. Felul de a scrie al autorului din acea perioadă a fost descrisă ulterior de către Mike Godwin ca "tipul absolventului neimplicat ale cărui vorbe spuse cu voce joasă nu arată că el a scris apoteoza maniacă a science fictionului cyberpunk". În 1994, Stephenson i s-a alăturat unchiului său, J. Frederick George, publicând thrillerul politic Interface sub pseudonimul "Stephen Bury"; ei au revenit în aceeași formulă în 1996 cu The Cobweb. Următorul roman scris de Stephenson a apărut în 1995, fiind intitulat Era de diamant, care prezenta un viitor plin de nanotehnologie și calculatoare dynabook.
A urmat Cryptonomicon (1999), un roman care aborda teme de la calculatoare și cercetările lui Alan Turing în domeniul criptanalizei și criptografiei din Al Doilea Război Mondial efectuate la Bletchley Park, până la tentativele moderne de a realiza un "paradis informatic". În unele țări a fost publicat în trei volume separate (de exemplu în Franța și Spania).
The Baroque Cycle, următorul roman al lui Stephenson, este o serie de ficțiuni istorice a căror acțiune se petrece în secolele XVII-XVIII, constituind un fel de preludiu la Cryptonomicon. Inițial a apărut în trei volume, conținând două sau trei cărți fiecare - Quicksilver (2003), The Confusion (2004) și The System of the World (2004) - dar ulterior a fost republicată în opt volume separate: Quicksilver, King of the Vagabonds, Odalisque, Bonanza, Juncto, Solomon's Gold, Currency și System of the World (titlurile și modul de separare diferă în funcție de piețe).
După aceasta, Stephenson a publicat romanul Anathem (2008), o operă foarte lungă și detaliată, descrisă cel mai bine prin expresia "ficțiune speculativă". Acțiunea se petrece pe o lume similară Pământului (poate o realitate paralelă), tratează metafizica și se referă abundent la filozofia Greciei Antice - aparținând în același timp unui comentariu complex pe tema insubstanțialității societății contemporane.
În luna mai a anului 2010, Subutai Corporation, la care Stephenson a fost numit președinte, a anunțat realizarea unui proiect multimedia experimental de ficțiune intitulat The Mongoliad, care se concentrează pe narațiunile scrise de Stephenson și de alți autori de ficțiune speculativă.
REAMDE, un joc de cuvinte pe tema fișierului des folosit "Read Me", este un roman de Stephenson preconizat să apară pe 20 septembrie 2011. În această carte, Stephenson revine la genul cyberpunk, povestind despre un dezvoltator de jocuri prin într-un război informatic internațional.

### Non-ficțiune
„Abordarea science fiction nu se referă neapărat la viitor; ea presupune conștientizarea faptului că este ceva diferit.
– Neal Stephenson, septembrie 1999”
Stephenson a scris și opere de non-ficțiune. In The Beginning Was The Command Line, un eseu despre sitemele de operare care include istoria și relațiile dintre DOS, Windows, Linux și BeOS atât din punct de vedere cultural, cât și tehnic, concentrându-se în principal pe dezvoltarea interfeței grafice, a apărut în volum în anul 2000. Alte eseuri au fost publicate în reviste cum ar fi Wired.
După publicarea în anul 2003 a romanului Quicksilver, Applied Minds a lansat Metaweb-ul, un wiki online care adnotează ideile și perioadele istorice explorate în roman. Proiectul a fost influențat de enciclopedia online Wikipedia, iar conținutul ei include adnotări făcute de Stephenson.

## Stilul
În romanele de început, Stephenson folosește extensiv cultura pop - metafore și imagini, dialoguri rapide și monologuri extinse. Tonul cărților sale este mai ireverențios și mai puțin serios decât al romanelor cyberpunk anterioare, în special decât cele ale lui William Gibson.
Cărțile lui Stephenson tind să conțină intrigi elaborate, inventive, urmărind numeroase idei tehnologice și sociologice în același timp. Asta îl diferențiază de alți autori ai science fiction-ului mainstream, care tind să se focalizeze pe câteva schimbări tehnologice și sociologice, izolându-le de restul. Natura discursivă a scrierilor sale, împreună cu intrigile semnificative, complexitatea personajelor și abundența detaliilor sugerează un stil baroc, pe care Stephenson le-a scos la lumină în totalitate în cele trei volume ale romanului Baroque Cycle. Cartea Era de diamant urmărește o acțiune simplă, dar prezintă personaje "neo-victoriene" alături de concepte literare din epoca victoriană. Păstrând stilul baroc, cărțile lui Stephenson au devenit mai lungi și au primit aprecieri. De exeplu, edițiile paperback ale romanului Cryptonomicon au peste 1.100 pagini cartea prezentând numeroase digresiuni, inclusiv o poveste erotică lungă despre mobilier antic și ciorapi.

## Opera

### Romane
- The Big U (1984)
- Zodiac (1988)
- Snow Crash (1992) – nominalizat la premiul British Science Fiction Association, 1993; nominalizat la premiul Clarke, 1994[35]

ro. Snow Crash - editura Leda 2010
- Interface (1994) - cu J. Frederick George, sub pseudonimul "Stephen Bury"
- The Diamond Age: or A Young Lady's Illustrated Primer (1995) – câștigător al premiilor Hugo și Locus SF, 1996; nominalizat la premiile Nebula, Campbell și Clarke, 1996[35]

ro. Era de diamant - editura Image 1999
- The Cobweb (1996) - cu J. Frederick George, sub pseudonimul "Stephen Bury"
- Cryptonomicon (1999) – câștigător al premiului Locus, 2000;[35] nominalizat la premiile Hugo și Clarke, 2000[35]
- Quicksilver (2003), volumul I:The Baroque Cycle – câștigător al premiului Clarke, 2004;[35] nominalizat la premiul Locus SF, 2004[35]
- The Confusion (2004), volumul II:The Baroque Cycle - câștigător al premiului Locus, 2005
- The System of the World (2004), volumul III:The Baroque Cycle – câștigător al premiului Locus SF, 2005; câștigător al premiului Prometheus, 2005; nominalizat la premiul Clarke, 2005[35]
- Anathem (2008) – câștigător al premiului Locus SF, 2009; nominalizat la premiul British Science Fiction Association, 2008; nominalizat la premiile Hugo și Clarke, 2009[35]
- The Mongoliad (2010–)
- Reamde (2011)[36]
- Seveneves (2015)  nominat pentru Premiul Hugo pentru cel mai bun roman

ro. Șapte Eve - Editura Paladin 2018, traducere și note de Ona Frantz
- The Rise and Fall of D.O.D.O. (2017) cu Nicole Galland[37]
- Fall; or, Dodge in Hell (2019)[38]
- New Found Land: The Long Haul (2021) cu Austin Grossman și Sean Stewart, audiobook.[39]
- Termination Shock (2021)[40]
- Polostan (2024), primul volum din seria Bomb Light[41][42][43]

### Ficțiune scurtă
- "Spew" (1994) (1996) - antologia Hackers
  - ro. „Mățăraie”, traducere Florin Pîtea, Anticipația CPSF 556-557, 1999
- "The Great Simoleon Caper" (1995) - revista TIME
- "Excerpt from the Third and Last Volume of Tribes of the Pacific Northwest" in Full Spectrum 5 (1995)
- "Jipi and the Paranoid Chip" (1997) - în Forbes
- "Crunch" (1997) - în Disco 2000 (editată de Sarah Champion, 1998) ("Crunch" este un capitol din Cryptonomicon)

### Non-ficțiune
- "Smiley's people". 1993
- "In the Kingdom of Mao Bell". Wired. 1994. "Un miliard de chinezi folosesc noua tehnologie pentru a da naștere celei mai puternice economii planetare. Dar dacă informația vrea să fie liberă, ei ce vor?"
- "Mother Earth Mother Board". Wired. 1996. "În care turistul hacker se aventurează pe trei continente, istorisind despre afaceri și tehnologia cablurilor optice submarine, dar și despre cel mai lung cablu de pe Pământ."
- "Global Neighborhood Watch". Wired. 1998. Oprirea crimei pe străzi în satul global.
- In the Beginning... Was the Command Line. Harpers Perennial. 1999. ISBN 0-380-81593-1.
- "Communication Prosthetics: Threat, or Menace? Arhivat în 21 august 2011, la Wayback Machine.". Whole Earth Review, vara lui 2001.
- "Turn On, Tune In, Veg Out". Despre Războiul stelelor, în The New York Times, 17 iunie 2005.
- "It's All Geek To Me". Despre filmul 300 - Eroii de la Termopile, The New York Times, 18 martie 2007.
- "Atoms of Cognition: Metaphysics in the Royal Society 1715-2010", capitol din Seeing Further: The Story of Science and the Royal Society, editat de Bill Bryson. Stephenson discută moștenirea rivalității dintre Sir Isaac Newton și Gottfried Leibniz, 2 noiembrie 2010.
- "Space Stasis Arhivat în 4 septembrie 2011, la Wayback Machine.". Revista Slate. 2 februarie 2011.  "Ce ne poate spune ciudata persistență a rachetelor despre inovație."